# Полтавська битва
Полта́вська би́тва — битва між союзними військами Карла XII, гетьмана Івана Мазепи та Костя Гордієнка з одного боку, і московською армією Петра I з іншого. Відбулася 27 червня (8 липня) 1709 року поблизу Полтави. Епізод Великої Північної війни. Для України наслідком Полтавської катастрофи була московська військова окупація.

## Передумови
Полтавська битва була однією з битв Великої Північної війни між Московією та Швецією, що почалася у 1700 році.
У ході війни король Швеції Карл XII воював не тільки проти Московії, а й проти її союзників — Речі Посполитої, Саксонії та Данії. В перші роки війни йому вдалося завдати союзникам Московії багато поразок. Однією з перших з війни вийшла Данія у 1701 році. До 1708 року Карлу ХІІ вдалося завдати поразок Речі Посполитій, після чого він вирішив піти в наступ на саму Московію. До того ж, московський цар Петро I уже зазнавав поразок від Карла ХІІ у ході Північної війни. Похід короля Швеції на Москву був сприйнятий як велика загроза для Московії.
Восени 1708 року корпус Левенгаупта в битві під Лісною з московським військом зазнав поразки і втратив практично весь обоз з припасами, харчами та амуніцією, яку так очікував Карл. Ця поразка змусила короля не йти на Москву. Карл XII вирішив піти на південь, де знаходилася держава козаків — Гетьманщина. Український гетьман Іван Мазепа, дізнавшись про те, що на його державу йде військо шведів, вирішив перейти на їхній бік. До цього гетьман, дотримуючись умов Коломацьких статей, укладених у 1687 році з Петром І, підтримував Московське царство, відсилаючи козаків на допомогу московській армії. У приході шведів гетьманський уряд вбачав можливість вийти з-під підпорядкування Московії. Наприкінці жовтня 1708 року між Гетьманщиною та Швецією було укладено українсько-шведський договір про союз у війні проти Московії. Цар Петро І, дізнавшись про перехід гетьмана на бік свого ворога, назвав цю подію «зрадою» та наказав полководцю зі свого оточення Александру Меншикову зруйнувати гетьманську столицю Батурин. 2 листопада 1708 року відбулася Батуринська трагедія, коли всі військові та мирні жителі Батурина (включно з жінками та дітьми) були вирізані. На час знищення Меншиковим Батурина гетьман Мазепа перебував у таборі шведського короля.
У Батурині — столиці Мазепи — було дуже багато боєприпасів — зброї, пороху для артилерії та іншого. Захопивши Батурин, московське військо здобуло всі ці припаси.
Зиму 1708—1709 років Мазепа з Карлом ХІІ провели на Лівобережній Україні. Навесні на бік шведів став і кошовий отаман Війська Запорозького Кость Гордієнко, а з ним і всі запорозькі козаки. Через це у травні 1709 року московські війська ліквідували Чортомлицьку Січ. Попри обставини, що склалися, шведи на чолі з Карлом ХІІ та козаки на чолі з Мазепою та Гордієнком підійшли до міста Полтава — одного зі стратегічно важливих міст — та розпочали його облогу.

## Облога міста
Зрештою, Карл XII вирішив розпочати наступ на Москву через Харків та Курськ. Суттєвою перешкодою на цьому шляху була Полтава, розташована на перехресті важливих шляхів. Наприкінці квітня головні сили шведської армії зібралися під містом та почали його облогу. Гарнізон Полтави складався з московитів — 4,3 тисячі осіб, на чолі з полковником О. Келіним, та 2,6 тисяч козаків та ополчення з навколишніх лівобережних територій. На початку травня 1709 була здійснена спроба штурмом здобути місто, але невдача змусила приступити до тривалої облоги Полтави. Ставку гетьмана, разом із королівською, було розташовано в селі Жуки. Табір Петра I, сили якого прибули під Полтаву 25—26 червня, звели навколо села Яківці: царські війська збудували укріплений табір, підступи до якого охороняли 6 поперечних та 4 поздовжні редути.

## План Карла ХІІ

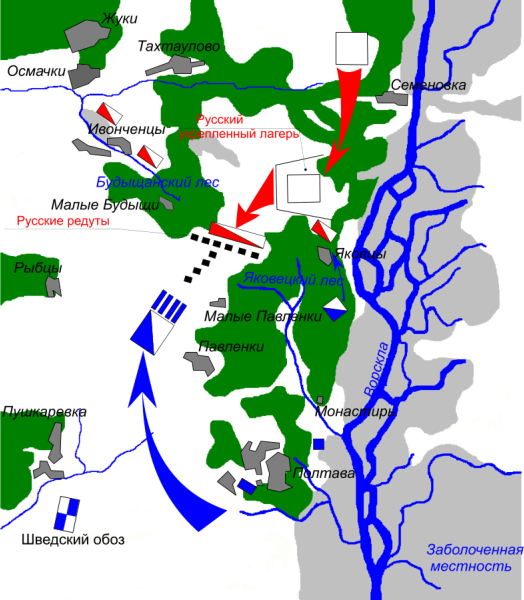
Розміщення військ на початку Полтавської битви

На військовій раді Карл XII разом зі своїми радниками затвердив план битви, у якій шведи мали перемогти. Цей план складався з двох етапів. Він був розрахований на те, що московська армія буде в битві доволі пасивною та здебільшого оборонятиметься, як це було у битві при Головчині.
- Перший етап. Шведське військо рано вранці під прикриттям ранкової темряви неочікувано для ворога починає атаку та проривається в тил московського війська у проміжках між установленими московитами редутами. Після цього шведи атакують московську кінноту, що розташована за редутами.
- Другий етап. Шведи атакують московський оборонний пункт (ретраншемент). Одночасно шведсько-козацька кавалерія оточує московське військо з півночі, перекриваючи шляхи відступу. Згодом шведсько-козацьке військо повністю оточує московську армію. Після цього московська армія повністю розгромлена.

## Поранення Карла ХІІ
17 червня 1709 року під час розвідки московських позицій у сутичці з московитами почалася перестрілка, у якій взяв участь і Карл XII. У ході цього він отримав вогнепальне поранення у ногу. Королю зробили операцію з видалення кулі, проте надалі він не міг піднятися на ноги. Перед битвою для Карла ХІІ змайстрували ноші і він з охороною з 24-х відбірних гвардійців, які були не відлучні від нього ні на мить (з завданням закривати короля своїм тілом у випадку небезпеки, що й було зроблено в кінці битви, коли майже всі гвардійці загинули, захищаючи свого короля від куль московитів) та зі своїм почтом і генералами був із першої до останньої хвилини на полі бою. Мазепа, Гордієнко та 3 000 козаків захищали табір.

## Сили та командування
Безпосередньо на полі битви розгорнута армія Петра І налічувала близько 55 тисяч осіб (з них 40 піхотних і 27 кавалерійських полків (Азовський драгунський) та ще три драгунські шквадрони) й 283 гармати. Каролінери у фінальній баталії змогли виставити загалом близько 17 тисяч боєздатних вояків — 10 піхотних (главком Левенгаупт), 14 кавалерійських (главком Крейц) полків та корпус Лейб-драбантів, шведська артилерія участі в битві не брала. Будучи пораненим напередодні, Карл XII брав участь у битві на ношах під захистом 24-х відбірних гвардійців.

## Перебіг битви
Опівночі, 26 червня, не запалюючи вогнів у густій темряві, шведи розпочали марш — авангард склала піхота, вишикувана в 4 колони, за нею рухалась кавалерія, поділена на 6 колон.
Для того щоб розрізняти в пилу боя, свого від чужого, в шведів був пароль — «З Божою допомогою!».
О 4 годині ранку 27 червня (8 липня) 1709 року армія дісталась ворожих редутів. Коли піхота (8200 солдатів) була вже на місці їй було наказано залягти. Але на жаль ліве крило колон кавалерії під керівництвом Гамілтона та праве Крейца заблукали в темряві. Терміново відправлені зв'язкові знайшли колони і перенаправили їх на місце збору. Дорогоцінний час був втрачений і в цей момент шведів помітили. Московити забили на сполох. В сторону шведської армії посипався град гарматних ядер та куль. Фактор раптовості був втрачений.
Командування завагалося — що робити? Деякі генерали запропонували відмінити атаку.
Зрештою після короткої наради Карла ХІ, Піпера і Реншильда було вирішено рухатися далі і виконувати заплановане.
Шведи планували під покровом ночі, непомітно пробігти повз редути і не втрачаючи час атакувати московський табір (тому вся артилерія залишилася в селі Пушкарівці, де для охорони знаходилися декілька батальйонів піхоти і кавалерійських ескадронів, козаки Мазепи). Кавалерія (7800) мусила обійти табір з тилу і флангів та відрізати шляхи відступу ворогу. Вся московська армія мала бути знищеною.
Наказ був доведений поспіхом, перед самим виходом з табору, тому командири зрозуміли його по-різному. Одні батальйони пробігали повз редути, інші штурмували. Каролінери понесли відчутні втрати, тому що не взяли з собою засобів для штурму — матеріалу для засипання ровів, драбин тощо.
Редути, які московити не достатньо укріпити, були одразу здобуті. При цьому вирізані всі захисники — спрацьовувало залізне правило шведів — полонених в розпал бою не брати! Інші укріплення штурмували декілька разів з перемінним успіхом. Одні були здобуті — решта продовжувала обстрілювати шведські війська з гармат і рушниць. Ті були змушені пробігати повз них на відстані кількох десятків кроків.
В цей час кавалерія шведів (7800) успішно «збила» з позицій кавалерію Меншикова (9000) і гнала її до боліт на березі Ворскли. Лише наказ Реншильда припинити переслідування врятував росіян від повного знищення.
Після вдалої кавалерійської атаки та взяття більшості редутів, в армії Московії почала ширитися паніка. Саме в цей час до командира Сконського драгунського полку принца М. Е. Вюртенберзького надійшла записка від полку козаків Скоропадського (2000 чоловік) з проханням, що якщо король збереже їм життя то весь підрозділ перейде на бік шведів. На жаль принц не скористався з цього моменту і повідомив козакам, що не може надати відповідь без короля, якого в розпал бою не можна було швидко знайти. Шанс на перехід українських підрозділів до армії Карла ХІІ був втрачений.
Бій продовжувався.
6 батальйонів під командуванням генерал-майора Роса і полковника Сігрота в результаті жорстокого бою (взяття двох редутів та не можливості взяти третій) відхилилася на схід і втратила візуальний контакт з іншими військами.
Командування шведів запанікувало — адже ледь не третина шведської піхоти безслідно зникла. Король наказав не розпочинати штурм московського табору і відійти на безпечну відстань (артилерія противника активно обстрілювала шведів). Кавалерія теж повернулася після атаки і розташовувалася біля піхоти.
Було вирішено направити офіцерів для пошуку батальйонів Роса.
Зрозумівши що частина шведів відділилася, московити відправили 10 полків піхоти та кавалерію, які сходу атакували позиції батальйонів Роса, завдали їм відчутних втрат і змусили відступати. Переслідування тривало аж до стін Полтави, де залишки батальйонів (400) укріпилися на шанцях, з яких шведи вели облогу міста. Там вони у повному оточенні приготувалися до відсічі, в надії, що надійде допомога.
Шведське командування (король та весь генералітет був при війську і не могли швидко отримувати оперативні дані, що відбувалось на різних частинах поля бою) так і не дізнавшись, що трапилося з батальйонами Роса, постало перед дилемою — атакувати табір противника без частини піхоти чи припинити наступ.
Всі були впевнені, що московити (як і протягом всієї Північної війни) не наважаться атакувати у відкритому бою. Командування шведів зволікало, перешиковувало піхоту та намагалися упорядкувати кавалерію (для якої на полі, де вони опинилися, було мало місця). До останнього жевріла надія, що дочекаються повернення батальйонів Роса. Війська продовжували стояти на місці декілька годин. Але відбулося не передбачуване — офіцери, що спостерігали за московським табором, доповіли — противник всіма силами виходить з табору і шикується до битви. Отже шведи теж були змушені рухатись назустріч московитам і приймати бій. Часу на відступ чи інші маневри вже не було.
Шведи, підійшовши до табору противника, побачили ряди московських батальйонів та кавалерії. Кількісна перевага вражала — піхоти 4000 (10 батальйонів) проти 22000 (42 батальйони), артилерія 0 проти 150. Лише шведська кавалерія кількісно і якісно переважала противника, але вона рухалась позаду піхоти і їй не вистачило часу щоб розвернутися для атаки.
Московська артилерія відкрила вогонь. Шведам, за відсутності своїх гармат, не було чим відповісти.
Тому, обезкровлені шведські батальйони, вишикувалися однією лінією і кинулися в атаку на противника. За словами шведських істориків — це була одна з найвідчайдушніших і найшаленіших атак армії Карла ХІІ часів Північної війни. Добігши до московитів піхота зробила один залп з мушкетів (який фактично був безрезультатним, оскільки якість пороху шведів під час перезимівлі була втрачена — під впливом вологи він майже не підпалювався — після пострілу куля пролітала на відстань 10-15 кроків і втрачала свою швидкість, до речі, в останні дні перед боєм, коли харчів катастрофічно не вистачало, порох використовували в замін солі) і кинулася в рукопашний бій. Шведи були однією з найкращих армій у Європі з фехтування та в навичках ведення штиковому бою, тому під їхнім натиском лівий фланг і центр московитів почав відступати.
Петру І довелося зупиняти свої батальйони, які побігли з поля бою. Здавалося ще трішки і шведи остаточно зламають опір супротивника. Але кількісна перевага та контратаки кавалерії зупинила наступ. Зазнавши величезних втрат армія Карла ХІІ розпочала загальний відступ з поля бою. Шведська кавалерія героїчно намагалася прикрити відступаючу піхоту самовбивчими атаками на переважаючого противника.
Залишки батальйонів Роса за браком боєприпасів (перед боєм на одного солдата було лише 5-7 куль) змушені капітулювати так і не дочекавшись допомоги.
Війська Петра І були ошелешені і до кінця не вірили у свій успіх, їхня піхота залишилась стояти на полі битви, лише декілька ескадронів московської кавалерії спробували наблизитись до шведського табору в селі Пушкарівка, але одразу були відігнані шведськими ескадронами, що захищали табір.
Ця заминка та нерішучість московитів дала час армії Карла ХІІ перевести подих, підтягнути всі відступаючі підрозділи і організовано, у похідних колонах, вирушити в напрямку Криму. Відступ проходив через населені пункти Нові Санжари, Білики, Кобеляки, де до армії приєдналися раніше відрядженні підрозділи — полк Меєрфельта(1000), полк підполковника Функа (300), полк Сільверєльма (500).
Переслідувати шведську армію вирушив Меншиков (9000).
Опис битви детально висвітлений в книзі шведського історика Петера Енглунда «Полтава. Розповідь про загибель однієї армії» 2018 р.

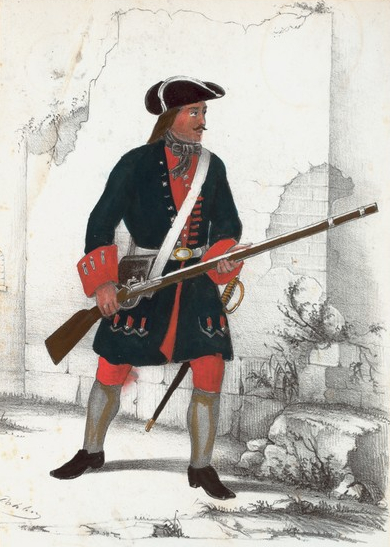
Російський піхотинець-фузилер
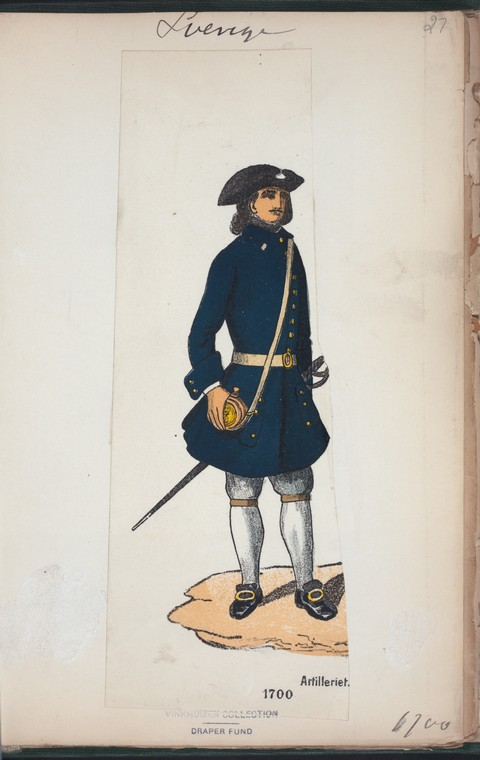
Шведський артилерист

### Фінал

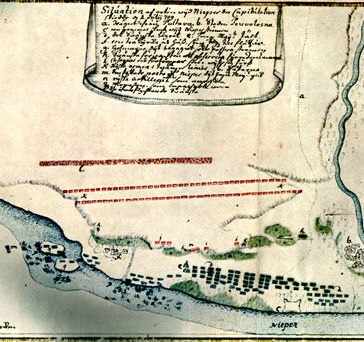
Переволочна (1709)

У Полтавській битві шведи втратили близько 10 тисяч осіб вбитими та пораненими. У полон потрапили фельдмаршал Карл Ґустав Реншільд, перший міністр Шведської імперії граф Карл Піпер, багато генералів та офіцерів (зокрема, Карл Густав Рос). Втрати московитів становили 4 900 осіб убитими і пораненими. Рештки війська відступили вздовж річки Ворскли, у ніч з 29 на 30 червня біля Переволочної король та Мазепа з невеликим загоном форсували Дніпро. На лівому березі залишилися запорозька піхота, кількасот компанійців та залишки шведської армії під керівництвом Крейца та Левенгаупта. Останні, при наближенні московських військ, склали зброю. Левенгаупт мав прямий наказ від короля не здаватися і рухатися в напрямку Криму, де армія мала б перепочити у союзників (Османська імперія і Кримське ханство) і продовжити війну.
Левенгаупт (12 000), побачивши відділки Меншикова (9 000), які наступали, втратив надію на успіх і сказав вищим офіцерам, що король не залишив чітких наказів і що потрібно опитати військо, як діяти далі. Солдати й офіцери були шоковані перебігом подій, оскільки ніколи такого не було, щоб командування запитувало у них що робити. Так як чимало батальйонів піхоти і кавалерії не брали участі в битві, то вони разом із переважною більшістю залишків війська вимагали прийняти бій. Перше опитування засвідчило, що лише деякі частини не хочуть ще однієї битви. Левенгаупт наказав провести друге, а потім і третє опитування. Офіцери гвардії вимагали атакувати московитів. Але зрештою Левенгаупт наказав капітулювати, мотивуючи це невпевненістю в результаті бою. Згідно з капітуляційною угодою, підписаною Левенгауптом та Меншиковим, запорозьких козаків видали московитам. Невдовзі їх було нещадно закатовано.

## Наслідки битви

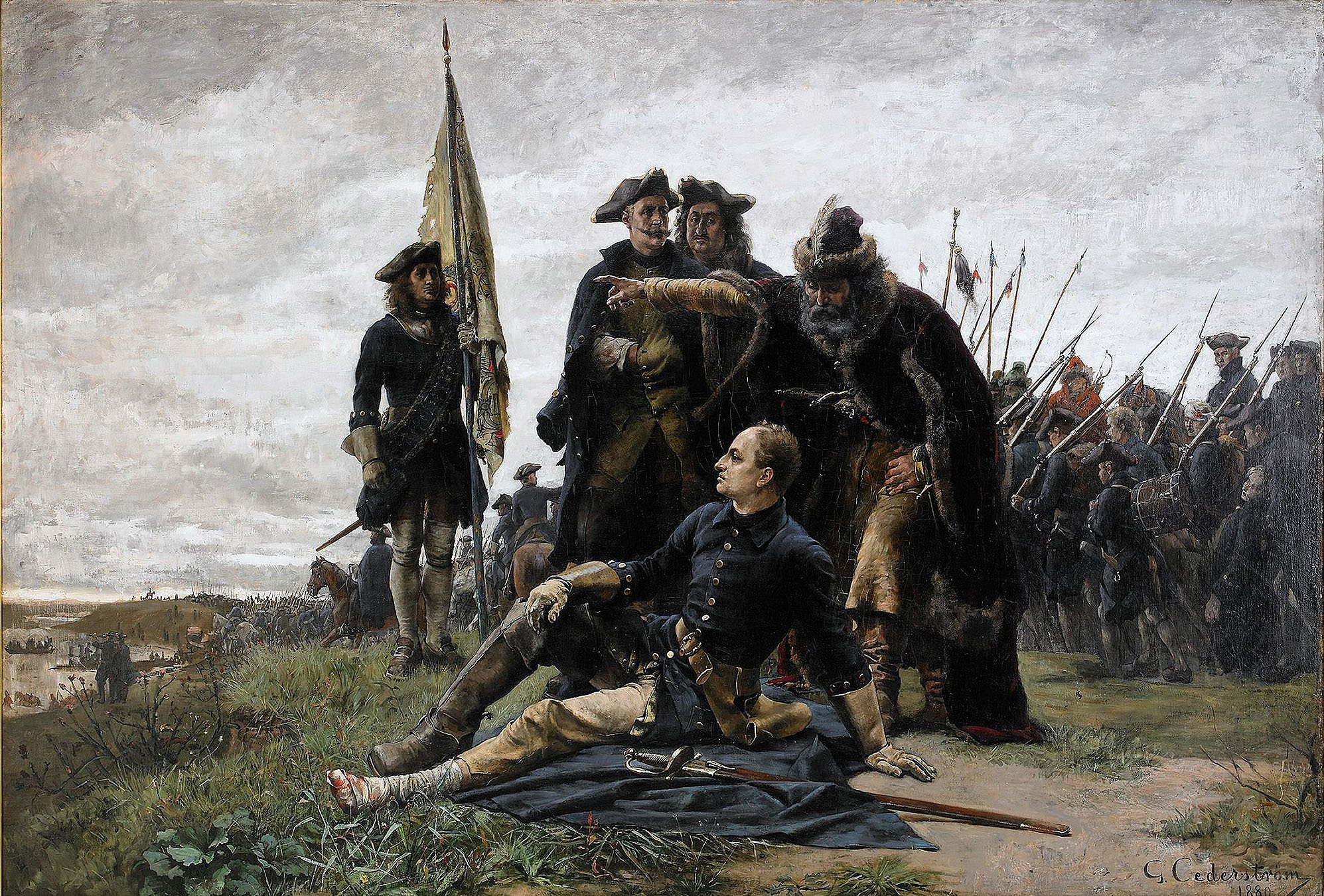
Карл XII і Мазепа на Дніпрі після Полтави

В історії війн деякі битви вирішували долю поодиноких народів та держав на довгі десятиліття — а то і століття. До таких битв належить без сумніву і битва під Полтавою, яка вирішила долю не тільки Шведської імперії і Московського царства, але також і України.
Для України наслідком Полтавської катастрофи була московська військова окупація й щораз більше обмеження автономних прав Козацько-Гетьманської держави. Лівобережна Україна 1709 року зазнає відчутного удару по своєму самоврядному статусу, оскільки прискорився процес впровадження московських імперських структур. Частина прихильників Мазепи (як-от генеральний обозний Іван Ломиковський, генеральний писар Пилип Орлик, племінник Івана Мазепи Андрій Войнаровський та інші) покинула Україну, започаткувавши першу хвилю української політичної еміграції. Таким чином українське суспільство на Лівобережжі було позбавлене дієвого елементу, здатного впливати на політичну ситуацію. Проти автономістів, що залишилася в Україні, а також проти цивільного населення вівся терор, лояльна ж частина старшини була підкуплена й спрямувала свої зусилля на інтеграцію до московського дворянства. За підтримку запорожцями Івана Мазепи була також знищена Чортомлицька Січ.
Полтавська битва мала далекосяжні наслідки і для всієї Європи. Шведський історик Петер Енґлунд зазначає: 
| Від дня Полтавської битви закінчився період шведського панування, Московське царство почало звільнятися від свого старого ворога, могутнього сусіда, який закривав вихід до Балтійського моря. Водночас, Полтавська битва стала колосальною катастрофою не тільки для Шведської імперії, але й для Європи; вона зламала колишній баланс влади, — могутність після Полтави переходить від Шведської імперії до Московського царства, яке міцніє і перетворюється у велику державу. |

## Історія полів під Полтавою
На території: район Хрестовоздвиженського монастиря, Яківці — Петрівка — Семенівка — Жуки — Осьмачки — Тахтаулове — Івонченці — Рибці — Пушкарівка — значні події відбувалися до і після Полтавської трагедії. В охоронній зоні заповідника «Поле Полтавської битви» розташовано чотири старих поселення та понад 30 курганів, які археологи датують 1 тисячоліттям до нашої ери та 1 тисячоліттям нашої ери.
1399 року на Полі відбулася великомасштабна битва між литовським князем Вітовтом та татарськими військами хана Єдигея, яка поставила під сумнів існування Великого князівства Литовського і знаменувала початок просування Польщі на українські землі.
Район Жуки — Рибці — Івонченці — Полтава став 1658 року полем битви між гетьманом Іваном Виговським і полтавським полковником Мартином Пушкарем.
Ці події, національно-визвольну війну проти Речі Посполитої, період Руїни, добу Івана Мазепи опише найзнаменитіший козацький літописець Самійло Величко, який з 1718 по 1728 роки жив і працював над літописом на полі Полтавської битви в селі Жуки. Потрапивши в орбіту Москви, полтавське поле стає місцем паломництва московських самодержців та сановників: Катерина I, Олександр Суворов, Олександр I, Микола I. Але поле Полтавської битви притягало до себе не тільки військових, а й вчених, громадських діячів.
У північно-східній частині окілля Полтавської битви, у Яківцях, з 1871 року щоліта, а з 1900 року постійно жив і працював, творив добро людям Микола Васильович Скліфосовський, вчений-хірург, один із засновників черевної хірургії у Російській імперії. Садибу видатного лікаря називали «Полтавською Швейцарією».
1884 року на території поля Полтавської битви створено Полтавське дослідне поле, з 1910 року — полтавська сільськогосподарська дослідна станція, в її науковій діяльності брали активну участь українські та московські вчені: А. Є. Зайкевич, Олександр Ізмаїльський, Микола Вавилов, Володимир Вернадський, Василь Докучаєв.
1962 року в північно-східній частині поля Полтавської битви, поблизу Яківців, закладено дендропарк, нині пам'ятка садово-паркового мистецтва державного значення з площею 140 гектарів.

## Пам'ять про битву

### Пам'ятки
Перший пам'ятник на згадку про битву 1709 року був зведений 1778 року коштом бургомістра полтавського магістрату Павла Яковича Руденка в пам'ять звільнення його батька із шведського полону під час Північної війни.
На честь перемоги московитів у битві 1709-го року в місті Полтава за часів московського самодержавства було збудовано кілька пам'ятників — Монумент Слави (1811), Пам'ятник на місці відпочинку Петра I (1849), Захисникам Полтави і коменданту фортеці Олексію Келіну (1909). З нагоди 200-х роковин Полтавської битви було також збудовано каплицю святого великомученика Юрія Переможця.

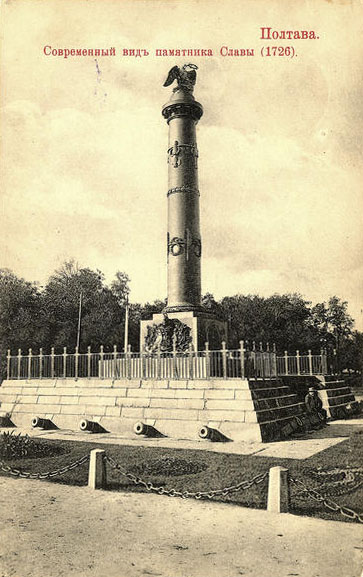
Монумент Слави
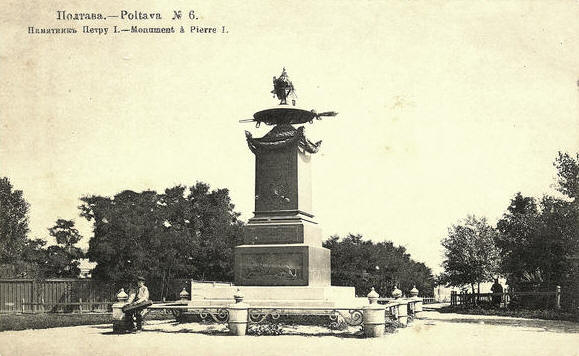
На місці відпочинку Петра І
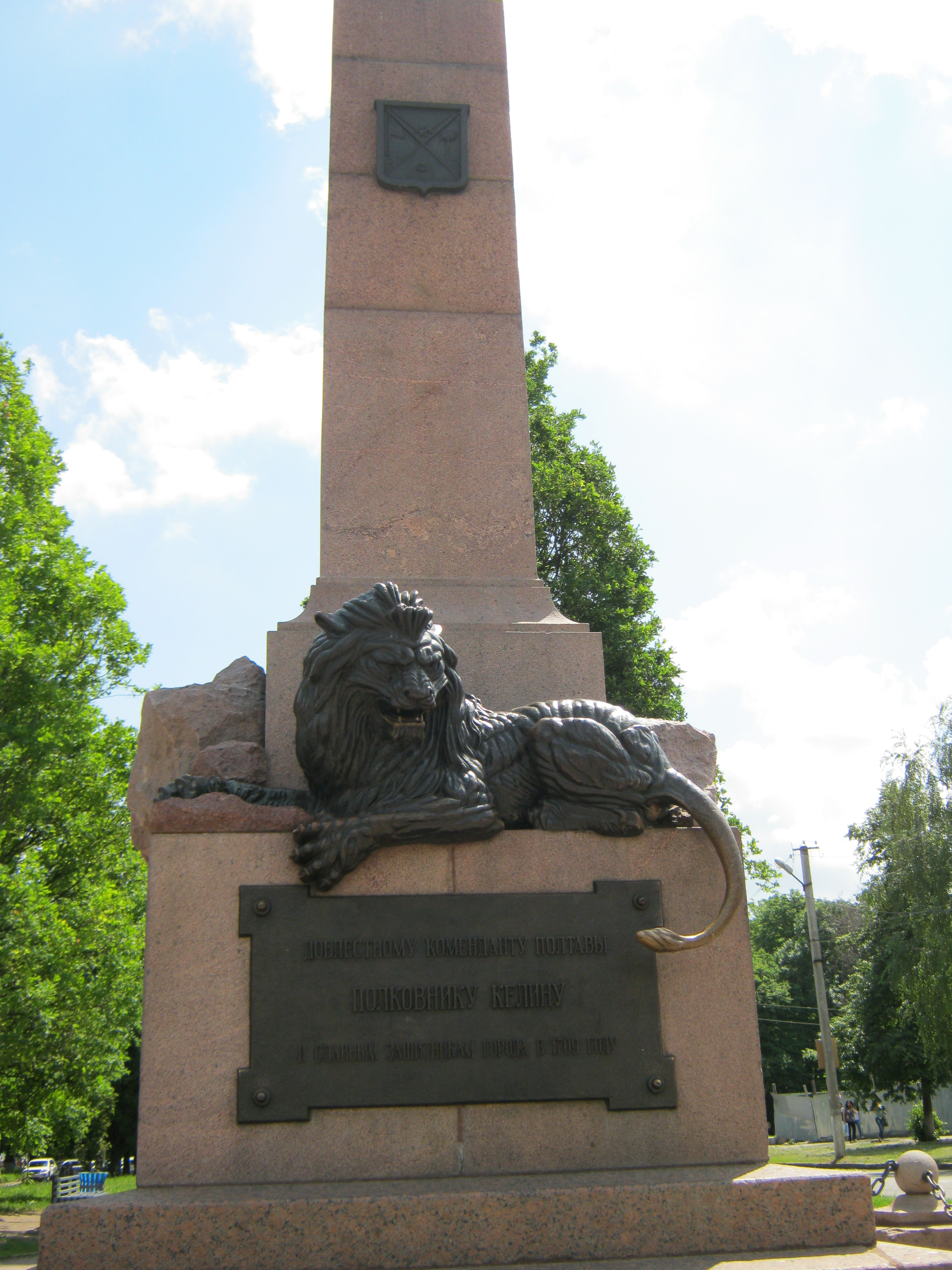
Захисникам Полтави

### Державний заповідник «Поле Полтавської битви»
1909 року з ініціативи викладача історії Полтавського кадетського корпусу Івана Францовича Павловського було відкрито музей на полі Полтавської битви. 1981 року музей історії Полтавської битви і комплекс пам'ятників, пов'язаних з Полтавською битвою, — оголошено державним історико-культурним заповідником «Поле Полтавської битви» з охоронною зоною історичного поля загальною площею 771,5 га.
На сьогоднішній день державний історико-культурний заповідник «Поле Полтавської битви» став значним культурним науково-методичним центром з вивчення історії України періоду XVII–XVIII століть в контексті європейської історії; 1994 року в музеї створено постійно діючу виставку «Козацька держава». Цікавість до діяльності заповідника проявляють засоби масової інформації України, Росії, Швеції та інших держав, науковці, громадськість. Заповідник «Поле Полтавської битви» єдиний в Україні входить до ІАМАМ — Міжнародної організації військово-історичних музеїв під егідою ЮНЕСКО, включений до всесвітнього туристичного маршруту.
З історією Полтавської битви пов'язано ряд пам'ятників: десять гранітних обелісків на місці колишніх редутів (1939 рік), шведам від московитів (1909 рік), шведам від шведів (1909 рік), на місці переправи московської армії через Ворсклу (1959 рік), пам'ятний знак на місці командного пункту Петра I (1973 рік), Братська могила загиблих московських воїнів (1894 рік), Сампсоніївська церква (1852—1856 роки, реконструйована 1895 року), Петру I перед будинком музею Історії Полтавської битви (1915 рік), захисникам фортеці Полтава і коменданту Олексію Келіну (1909 рік), пам'ятник Слави (1811 рік), на місці відпочинку Петра I (1849 рік), Спаська церква (1705—1706 роки, реконструйована 1845 року). Хрестовоздвиженський монастир (1650 рік, де була штаб-квартира Карла XII), українським загиблим козакам (1994 рік).
Матеріали, зібрані у фондах музею історії Полтавської битви, давно вийшли за межі не тільки історії Полтавської битви, а й 21-річної Північної війни, у вир якої були втягнуті Московське царство, Річ Посполита, Данія-Норвегія, Шведська імперія, Україна, Османська імперія. В дев'ятьох експозиційних залах представлені безцінні історичні реліквії: холодна і вогнепальна зброя, медалі, монети, живописні полотна, портрети, ікони, гравюри, бойові прапори, обмундирування, старовинні книги, карти, грамоти та інші історичні документи першої половини XVIII століття.

### Нагороди
1710 року на честь перемоги в битві для нагородження солдатів Петро I запровадив медаль «За Полтавську баталію».
З нагоди 200-річчя битви під Полтавою 27 червня 1909 року імператор Микола II запровадив медаль «У пам'ять 200-річчя Полтавської битви».

## Цікаві факти
- На честь перемоги здобутої над шведами у Полтавській битві ім'ям «Полтава» Петро I назвав перший лінійний корабель московського флоту, 54-гарматний вітрильний лінійний корабель «Полтава»[8]. Пізніше ім'я «Полтава» носив цілий ряд військових кораблів і цивільних суден московського і радянського флоту.
- На сьомому студійному альбомі Carolus Rex шведського хеві-павер-метал гурту Sabaton є пісня, присвячена битві під Полтавою. Пісня існує у двох варіантах: англійському та шведському.

## Галерея

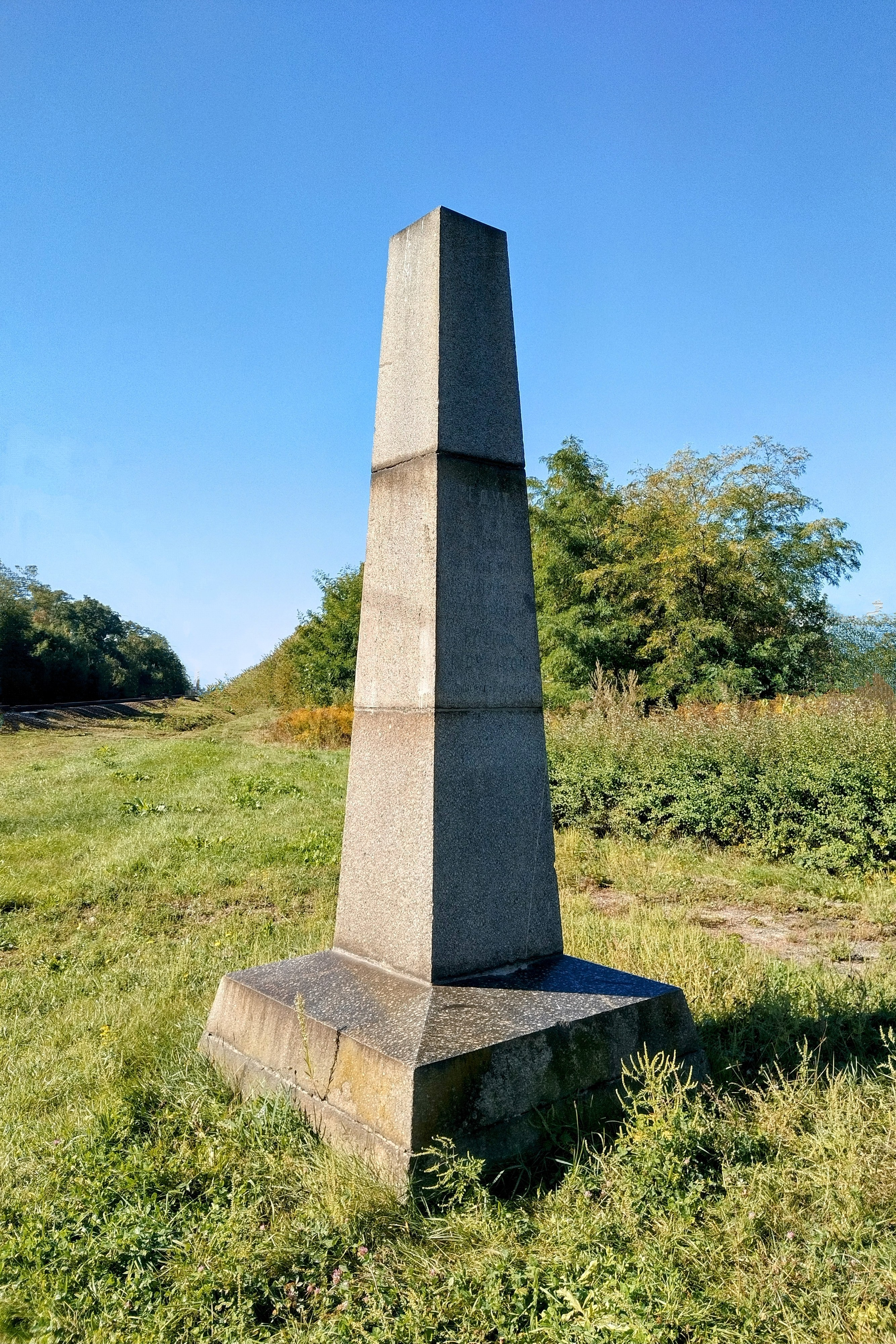
Гранітний обеліск на місці першого поздовжнього редуту московської армії
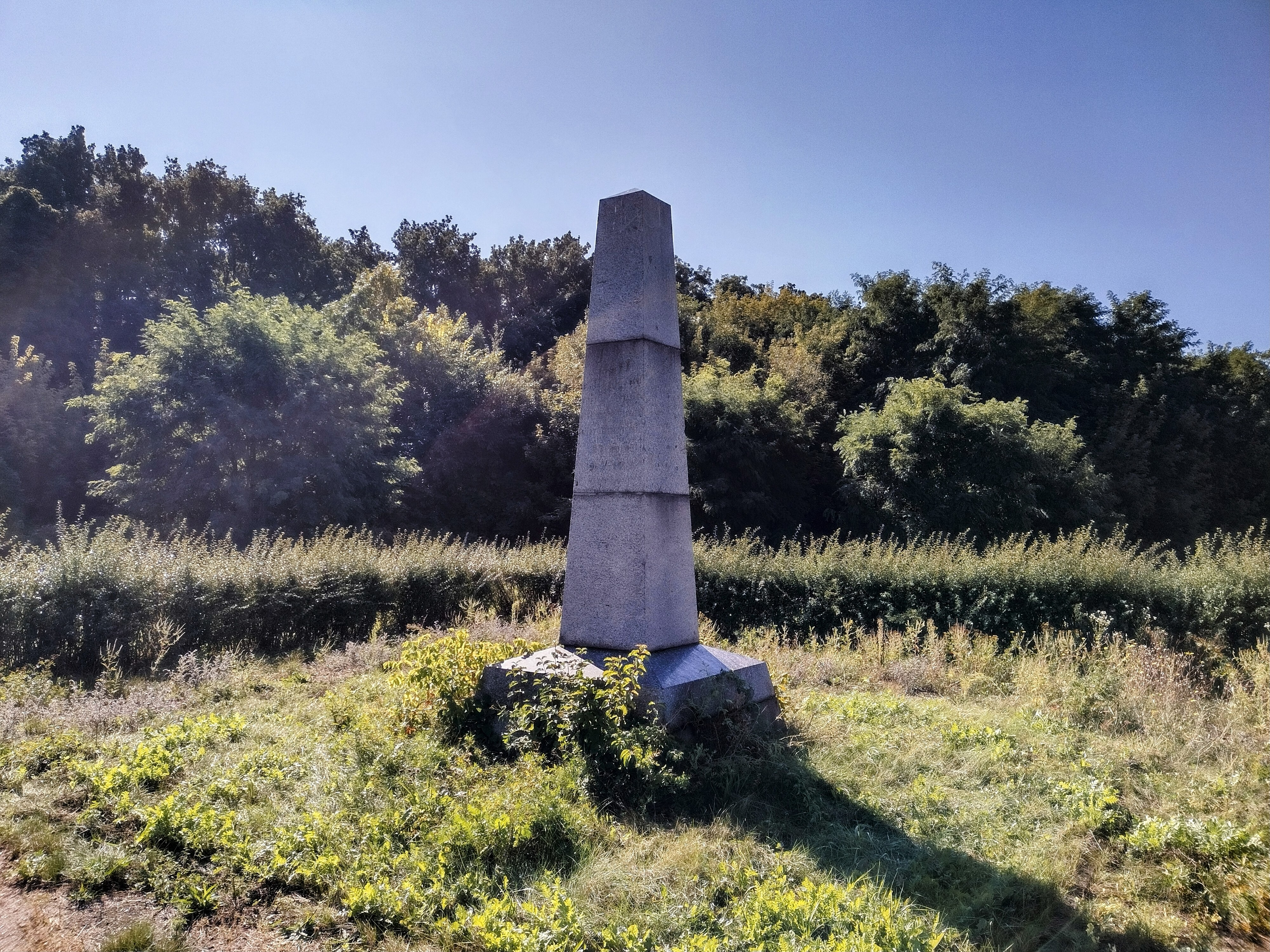
Гранітний обеліск на місці другої поздовжньої лінії
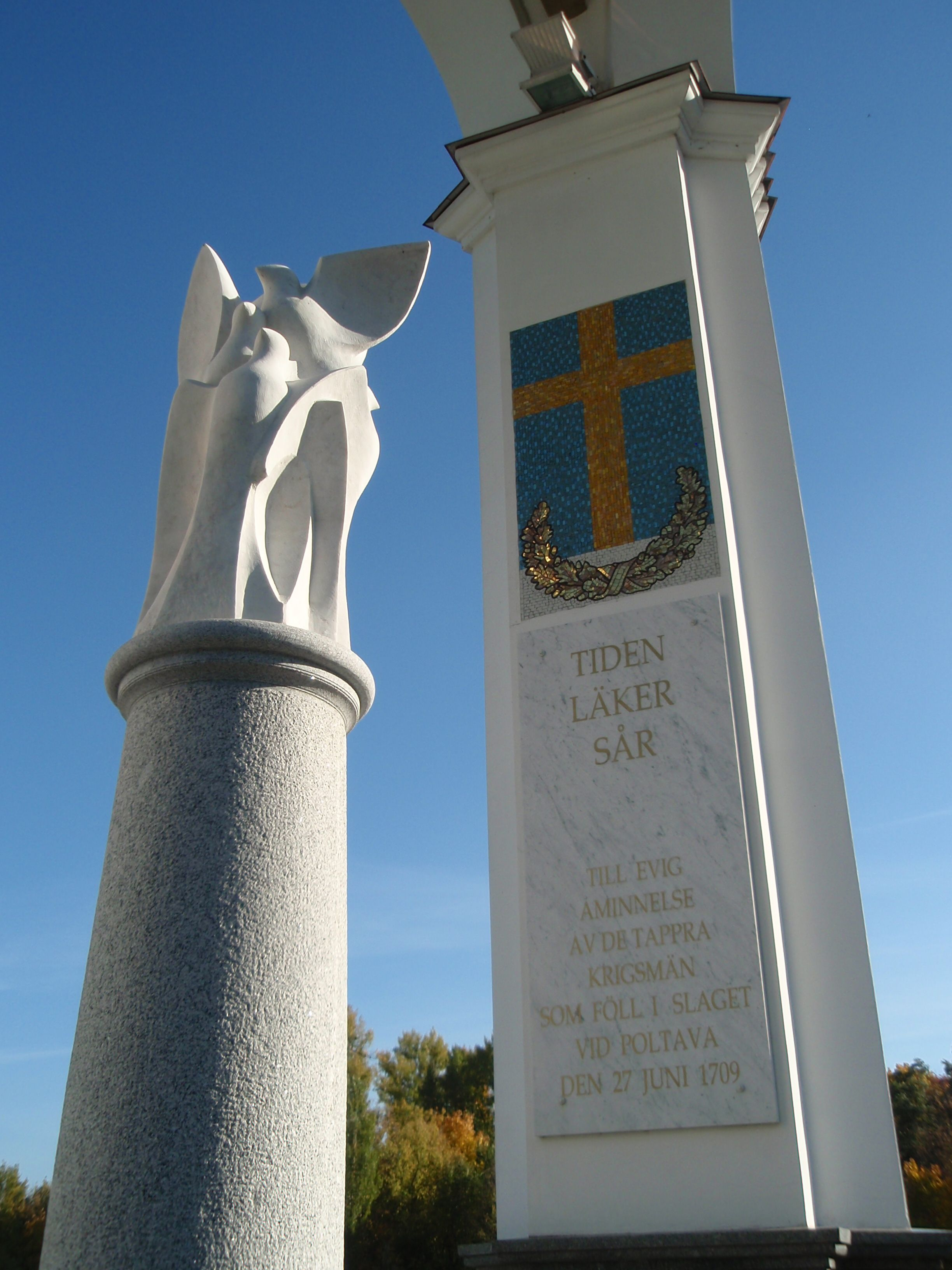
Фрагмент ротонди вшанування пам'яті полеглих учасників Полтавської битви
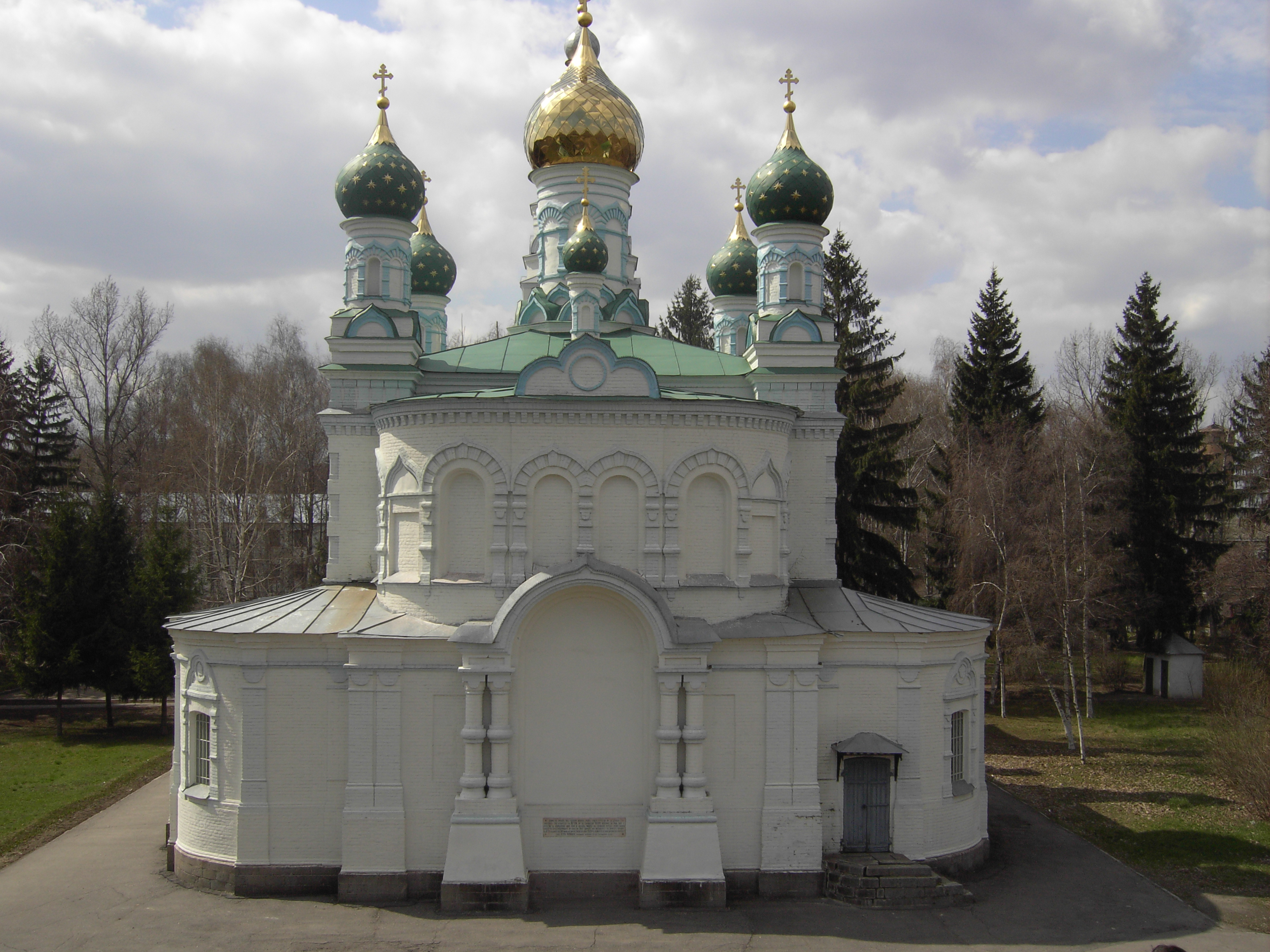
Меморіальна Сампсоніївська церква на полі Полтавської битви (1856)
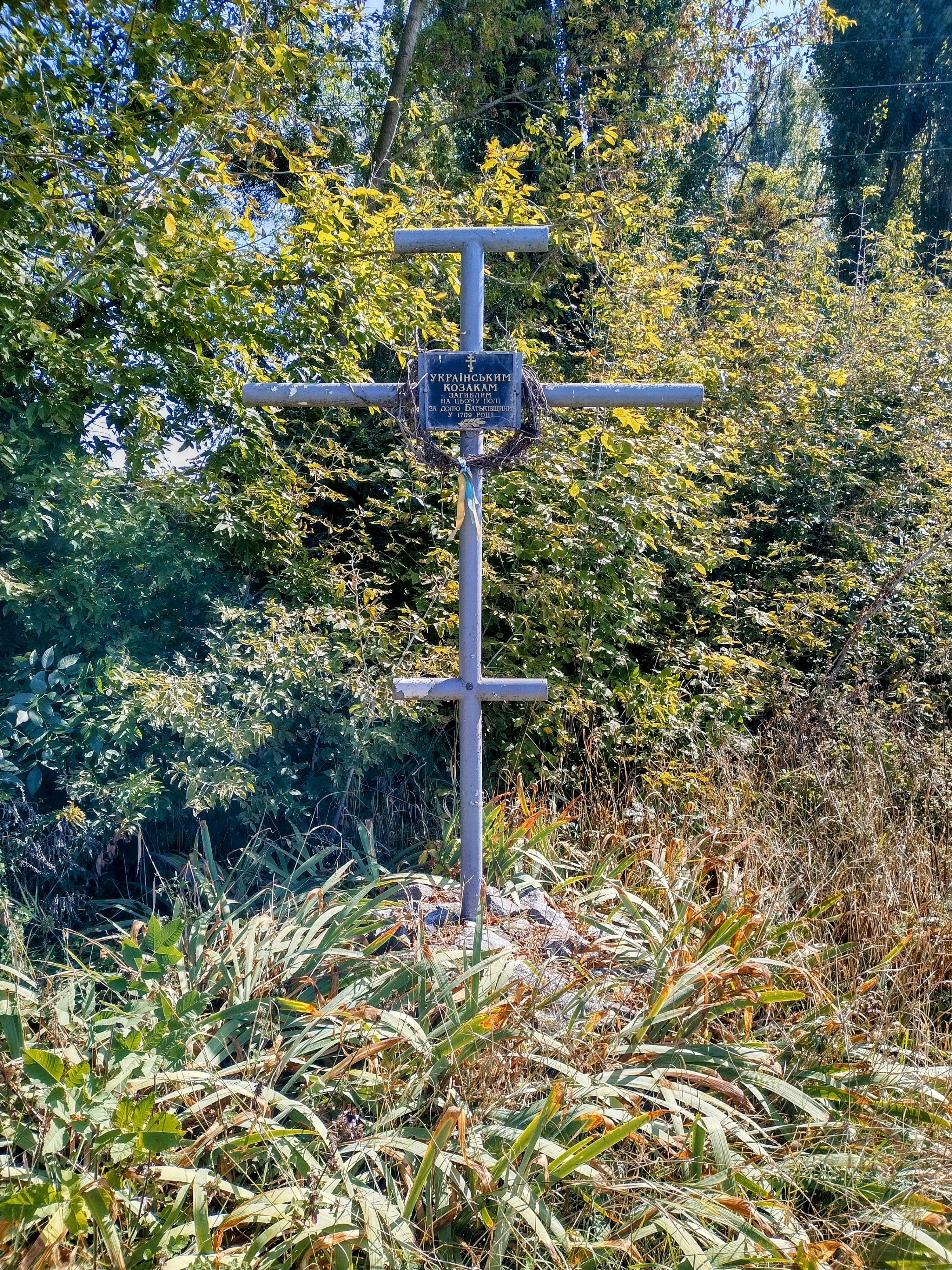
Пам'ятний хрест українським козакам загиблим на цьому полі за долю Батьківщини у 1709 році
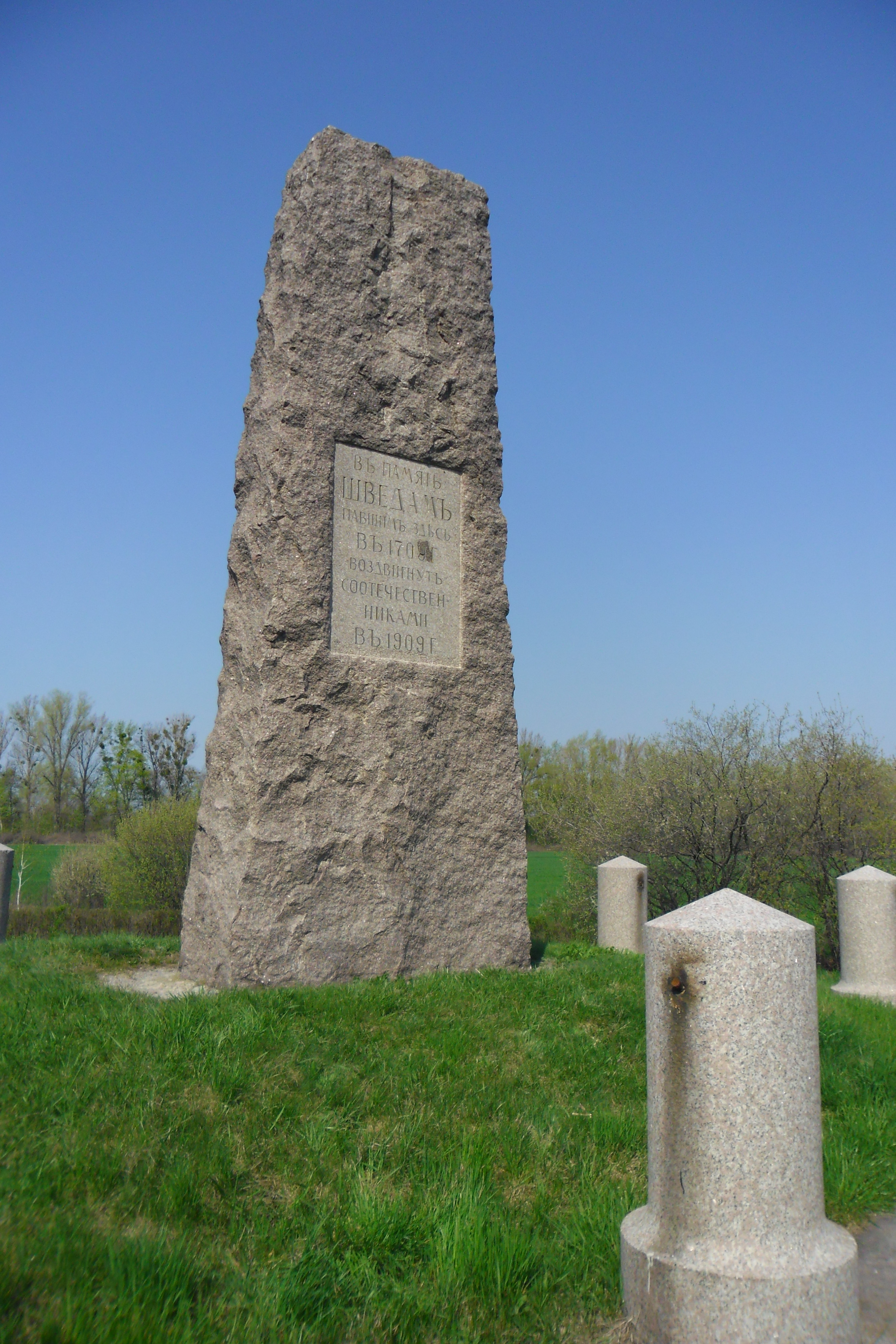
Пам'ятник полеглим шведським воїнам від шведів